# Сисерига, Нил
Нил Сти́вен Сисери́га (англ. Neil Cicierega; род. 23 августа 1986, Бостон, Массачусетс, США) — американский комик, актёр, режиссёр, певец, музыкант, автор песен, кукловод, художник и аниматор. Он наиболее известен как создатель жанра флэш-анимации, который он назвал «Animutation», пародийного сериала про Гарри Поттера — «Potter Puppet Pals» и нескольких музыкальных альбомов под псевдонимом Lemon Demon. Он также выпустил серию mashup-альбомов под своим собственным именем, которые с тех пор приобрели культовый характер.

## Ранняя жизнь
Нил Стивен Сисерига родился в Бостоне, штат Массачусетс, 23 августа 1986 года. Его отец был программистом, а это означало, что в детстве он был окружён компьютерами. У него есть брат и сестра. Его сестра Эмми стала художником по раскадровке для мультсериалов, таких как «Гравити Фолз», «Дом совы» и перезапуск «Утиных историй». В молодом возрасте Сисерига начал использовать упрощённую программу разработки игр под названием Klik & Play. Начиная с четвёртого класса, родители обучали его и его братьев и сестёр на дому. Он продолжал делать любительские игры и даже начал создавать саундтрек для них; вскоре он поделился своей музыкой онлайн через MP3.com под псевдонимом Trapezoid, но позже поменял его на «Deporitaz» по просьбе другой группы, уже названной Trapezoid. Он также начал сочинять музыкальные фрагменты в формате MIDI, которые использовались в его более поздних работах.

## Карьера

### Animutation
Сисерига впервые стал известен серией дадаистских или сюрреалистических Flash-анимаций, которые он назвал «Antimutation». «Анимутации» представляют собой произвольные, бессмысленные сцены и образы поп-культуры и обычно настраиваются на новизну или иностранную музыку, часто из японской версии Pokémon.

### Potter Puppet Pals
Potter Puppet Pals — комедийный сериал, пародирующий Гарри Поттера. Он зародился как пара флеш-анимаций на Newgrounds в 2003 году, а затем вновь появился в виде серии кукольных спектаклей, выпущенных на YouTube и PotterPuppetPals.com, начиная с 2006 года. Центральные персонажи сериала о Гарри Поттере изображены марионетками. Самое успешное видео Potter Puppet Pals, The Mysterious Ticking Noise, в настоящее время набрало более 194 миллионов просмотров (по состоянию на январь 2021 года). Сисерига занимался кукловодством вживую на тематических мероприятиях о Гарри Поттере.

### Lemon Demon
С 2003 года Сисерига выпустил 9 полноформатных альбомов в рамках своего музыкального проекта Lemon Demon. В 2005 году он и аниматор Шон Вуллиез выпустили на Newgrounds анимационный музыкальный видеоклип «Ultimate Showdown of Ultimate Destiny» в формате Flash. Позже песня была включена в альбом 2006 года Dinosaurchestra. Обновлённая запись песни была выпущена для Rock Band Network в 2010 году.
В апреле 2009 года Сисерига выпустил свои первые четыре альбома для бесплатного скачивания на своём сайте neilcic.com. В настоящее время они размещены на сайте lemondemon.com.
В январе 2016 года Сисерига анонсировал альбом Spirit Phone, выпущенный 29 февраля 2016 года.

### Видеоигры
26 февраля 2015 года Сисерига анонсировал свою первую приключенческую игру Icon Architect 1.0. 5 февраля 2018 года он выпустил свою первую видеоигру Monster Breeder.

## Личная жизнь
8 августа 2015 года Сисерига женился на иллюстраторе Минг Дойл, с которой он живёт в Сомервилле, штат Массачусетс. Их первый ребёнок, дочь по имени Дарси, родилась в марте 2018 года.

## Дискография

### Deporitaz
- Outsmart (2000)
- Microwave This CD (2001)
- Dimes (2002)
- Circa 2000 (2007)

### Trapezzoid
- OC ReMix: Monkey Island 2: LeChuck’s Revenge «Monkey Brain Soup for the Soul» (2002)

### Lemon Demon
- Clown Circus (2003)
- Live From The Haunted Candle Shop (2003)
- Hip to the Javabean (2004)
- Damn Skippy (2005)
- Dinosaurchestra (2006)
- View-Monster (2008)
- Almanac 2009 (2009)
- Live (Only Not) (2011)
- I Am Become Christmas EP (2012)
- Nature Tapes EP (2014)
- Spirit Phone (2016)

### Нил Сисерига
- Mouth Sounds (2014)
- Mouth Silence (2014)
- Mouth Moods (2017)
- Not For Resale: A Video Game Store Documentary OST (2020)
- Mouth Dreams (2020)